# Niels Friis (søofficer)
Niels Friis (født 24. marts 1952 i Grænge på Lolland) er en dansk søofficer. Han har blandt andet været forsvarsattaché i Sverige og Finland, haft forskellige chefposter i NATO og opnået rang af flotilleadmiral.

## Karriere
Niels Friis blev født i 1952 i Grænge, hvor hans far Ivar Friis var stationsforstander. Niels havde tre brødre, nemlig storebroren Christian, der senere blev dyrlæge og professor i veterinærmedicin, Søren, der blev cellist i blandt andet Odense Symfoniorkester, og Anders, der også blev søofficer og siden ceremonimester ved hoffet. I 1966 blev Ivar stationsforstander i Maribo, og familien flyttede derfor til købstaden, hvor Niels var aktiv i Maribo Boldklub og Maribo Basketballklub.
Niels gik på Maribo Gymnasium, hvorfra han blev student i 1971. Han blev efterfølgende uddannet til søofficer (taktisk retning) ved Søværnets Officersskole i 1972-1976. Han har også studeret ved Royal Naval Staff College og NATO Defense College.
Friis' militærkarriere kan opsummeres til 15 år til søs og 25 år på land, en stor del af disse i internationale chefstillinger. Han har blandt andet haft rang af premierløjtnant, kaptajnløjtnant, orlogskaptajn, kommandørkaptajn og flotilleadmiral. Han har været forsvarsattaché i Sverige og Finland samt Estland og Letland, chef for SHAPE (NATOs forsvarsplanlægning) og for NATOs maritime flystyrker.
Friis er kommandør af Dannebrog.

## Privatliv
Niels Friis er gift med Pernille Tvorup Friis. De har en datter og en søn.